# Vanessa da Mata (album)
Vanessa da Mata est le premier album de la chanteuse et compositrice brésilienne Vanessa da Mata, sorti en 2002.
Il comporte notamment la chanson "Não me Deixe Só" qui connut un grand succès et "Onde Ir" qui faisait partie de la bande originale de la telenovela Esperança.

## Liste des chansons
1. Não me Deixe Só
2. Onde Ir
3. Alegria
4. Viajem
5. Case-se Comigo
6. Delírio
7. Carta - Ano de 1890
8. Eu Não Tenho
9. Longe Demais
10. A Força que Nunca Seca
11. Bem da Vida